# David Anderson (remero, 1937)
David Anderson (Victoria, 16 de agosto de 1937) es un político y deportista canadiense que compitió en remo. Participó en los Juegos Olímpicos de Roma 1960, obteniendo una medalla de plata en la prueba de ocho con timonel.

## Palmarés internacional
| Juegos Olímpicos | Juegos Olímpicos | Juegos Olímpicos | Juegos Olímpicos |
| Año              | Lugar            | Medalla          | Prueba           |
| ---------------- | ---------------- | ---------------- | ---------------- |
| 1960             | Roma (Italia)    | Medalla de plata | Ocho con timonel |